# Rita Edochie

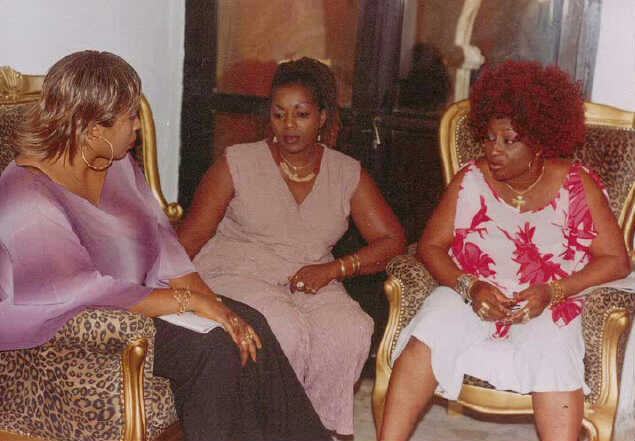
Chioma Toplis, Rita Edochie and Patience Ozokwor (2008)

Rita Edochie ist eine nigerianische Schauspielerin.

## Leben und Wirken
Edochie stammt aus dem Bundesstaat Anambra und gehört dem Volk der Igbo an. Im Jahr 2016 enthüllte sie, dass sie in der Grundschule sexuell missbraucht wurde und ein Kind zur Welt brachte. Sie erwarb im Jahr 1990 einen Bachelor-Abschluss in Massenkommunikation an der Nnamdi Azikiwe University. Edochie ist in der nigerianischen Filmindustrie eine bekannte Figur, besonders im Fernsehbereich. Sie wirkte in ihrer Karriere vorrangig in Fernsehproduktionen mit, die stark von den Erzählweisen und Strukturen der nigerianischen Videoproduktionen, bekannt als Nollywood, geprägt sind. Sie spielte die Hauptrolle im Film Mami Wata unter Regie von C. J. Obasi.